# Parachloeia marmorata
Parachloeia marmorata är en ringmaskart som beskrevs av Horst 1912. Parachloeia marmorata ingår i släktet Parachloeia och familjen Amphinomidae. Inga underarter finns listade i Catalogue of Life.